# Christophe Grudler

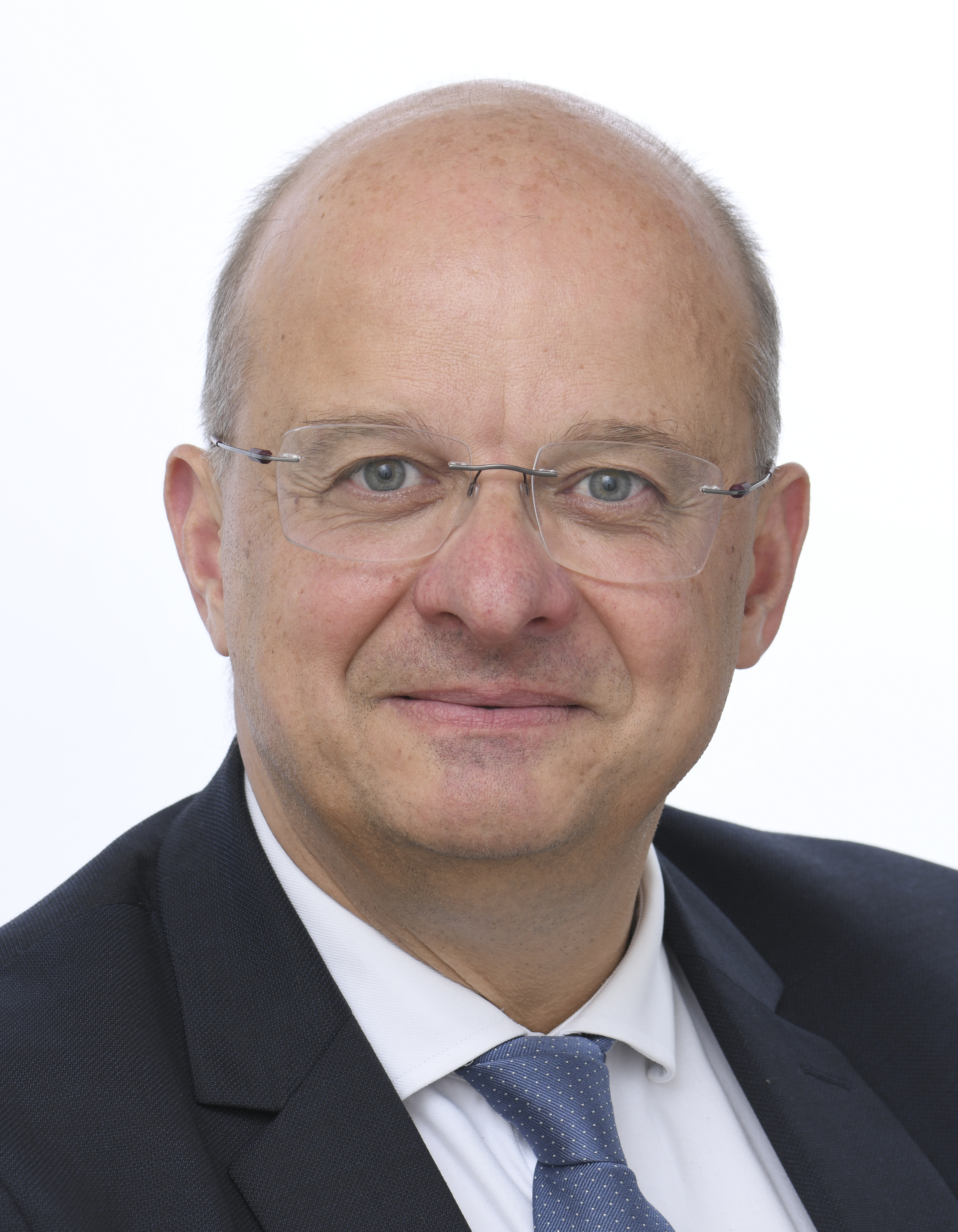
Christophe Grudler (2024)

Christophe Grudler (* 9. April 1965) in Belfort ist ein französischer Politiker und Journalist, der seit den Wahlen 2019 Mitglied des Europäischen Parlaments ist.

## Leben
Grudler schloss sein Studium an der Universität Straßburg mit dem Diplôme d’études approfondies in Neuerer Geschichte ab. Er verfügt ebenso über ein Diplom des Centre universitaire d’enseignement du journalisme (Universitätszentrum für journalistische Ausbildung) in Straßburg. Nach seiner Ausbildung arbeitete er als Journalist bei verschiedenen Zeitungen. Ab 2004 stieg er bei wechselnden Verlagen in Leitungsfunktionen auf, bevor er 2014 den Verlag Les éditions du Lion gründete.

## Politische Karriere
Zunächst war Grudler als Mitglied des Rassemblement pour la République kommunalpolitisch aktiv; seit 2008 gehört er dem Mouvement démocrate an. 2017 erreichte er bei der Parlamentswahl ebenso wie bei der Nachwahl 2018 die Stichwahl, unterlag aber beide Male. 2019 wurde er auf der gemeinsamen Liste Renaissance (der auch Emmanuel Macrons La République en Marche angehörte) ins Europäische Parlament gewählt.
Grudler ist seitdem im Ausschuss für Industrie, Forschung und Energie, im Ausschuss für auswärtige Angelegenheiten und im Unterausschuss für Sicherheit und Verteidigung tätig. Neben seinen Ausschusstätigkeiten ist Grudler Mitglied der Delegation des Parlaments für die Zusammenarbeit im Norden und für die Beziehungen zur Schweiz und Norwegen sowie im Gemischten Parlamentarischen Ausschuss EU–Island und im Gemischten Parlamentarischen Ausschuss des Europäischen Wirtschaftsraums (EWR). Er ist Mitglied der Intergruppe des Europäischen Parlaments für Tierschutz und Tierschutz.

## Politische Positionen
Im Mai 2021 schloss er sich einer Gruppe von 39 Abgeordneten der Grünen Partei des Europäischen Parlaments an, die in einem Brief die Staats- und Regierungschefs Deutschlands, Frankreichs und Italiens aufforderten, Arctic LNG 2, ein 21 Milliarden US-Dollar teures russisches arktisches Flüssigerdgas (LNG)-Projekt wegen Bedenken hinsichtlich des Klimawandels nicht zu unterstützen.